# Wydział Dyrygentury, Jazzu, Muzyki Kościelnej i Edukacji Muzycznej Akademii Muzycznej im. Feliksa Nowowiejskiego w Bydgoszczy
Wydział Dyrygentury, Jazzu, Muzyki Kościelnej i Edukacji Muzycznej Akademii Muzycznej im. Feliksa Nowowiejskiego w Bydgoszczy – jeden z czterech wydziałów Akademii Muzycznej im. Feliksa Nowowiejskiego w Bydgoszczy. Kształci artystów w zakresie dyrygentury, instrumentalistyki, wokalistyki oraz pedagogiki w muzyce klasycznej, jazzowej, rozrywkowej, estradowej i kościelnej (studia dzienne magisterskie oraz licencjackie). Jego siedziba znajduje się w głównym gmachu uczelni przy ul. Słowackiego 7. Jego dawniejsze nazwy: Wydział Dyrygentury, Jazzu i Edukacji Muzycznej, Wydział Dyrygentury Chóralnej i Edukacji Muzycznej, Wydział Wychowania Muzycznego. Powstał w 1975 roku.

## Struktura
- Katedra Dyrygentury
- Katedra Jazzu
- Katedra Chóralistyki i Edukacji Muzycznej
- Zakład Emisji Głosu
- Pracownia Edukacji Szkolnej
- Zakład Muzyki Sakralnej[6]

## Kierunki studiów
- dyrygentura
- jazz i muzyka estradowa
- muzyka kościelna
- edukacja artystyczna w zakresie muzyki muzycznej[6]

## Specjalności, specjalizacje i ich zakres
- dyrygentura klasyczna - chóralna, orkiestrowa, symfoniczno - operowa oraz orkiestr dętych (prowadzenie zespołów wokalnych i wokalno-instrumentalnych)
- dyrygentura jazzowa - chóralna, orkiestrowa (prowadzenie zespołów jazzowych i muzyki rozrywkowej)
- instrumentalistyka klasyczna (fortepian, organy, klawesyn, skrzypce, altówka, wiolonczela, kontrabas, gitara, trąbka, saksofon, puzon, fagot, obój, flet poprzeczny, klarnet, waltornia, perkusja)
- instrumentalistyka jazzowa (fortepian, skrzypce, kontrabas, gitara, trąbka, saksofon, puzon, klarnet, perkusja)
- wokalistyka klasyczna (śpiew solowy i śpiew zespołowy)
- wokalistyka jazzowa (śpiew solowy i śpiew zespołowy)[7]
- muzyka kościelna (organy klasyczne, dyrygentura klasyczna)
- edukacja muzyczna (wychowanie muzyczne, pedagogika muzyczna, wokalistyka klasyczna, instrumentalistyka klasyczna, dyrygentura klasyczna)[8][9]

## Władze
Dziekan (2024-2028): prof. dr hab. Janusz Stanecki, profesor uczelni
Prodziekan (2024-2028): dr Jarosław Ciechacki